# Olympische Jugend-Sommerspiele 2010/Teilnehmer (Usbekistan)
| Gelbes Symbol für Goldmedaillen mit stilisierten Olympischen Ringen | Graues Symbol für Silbermedaillen mit stilisierten Olympischen Ringen | Braundes Symbol für Bronzemedaillen mit stilisierten Olympischen Ringen |
| ------------------------------------------------------------------- | --------------------------------------------------------------------- | ----------------------------------------------------------------------- |
| —                                                                   | 2                                                                     | 5                                                                       |

Die Jugend-Olympiamannschaft aus Usbekistan nahm an den I. Olympischen Jugend-Sommerspielen vom 14. bis 26. August 2010 in Singapur mit acht Mädchen und 13 Jungen teil.

## Medaillengewinner
Mit zwei gewonnenen Silber- und fünf Bronzemedaillen belegte das usbekische Team Platz 62 im Medaillenspiegel.

### Silber
- Ahmad Mamadjanov: Boxen, Weltergewicht
- Mansurkhuja Muminkhujaev: Judo, Klasse bis 55 kg

### Bronze
- Sardorbek Begaliev: Boxen, Halbschwergewicht
- Dierbek Ergashev: Ringen, Freistil bis 76 kg
- Nilufar Gadayeva: Ringen, Freistil bis 52 kg
- Zohidjon Hurboyev: Boxen, Halbfliegengewicht
- Ruslan Kamilov: Ringen, Griechisch-römisch bis 85 kg

## Athleten nach Sportarten

### Boxen
Jungen
- Zohidjon Hurboyev
Halbfliegengewicht: Bronze
- Ahmad Mamadjanov
Weltergewicht: Silber
- Sardorbek Begaliev
Halbschwergewicht: Bronze

### Gewichtheben
| Mädchen - Ganna Pustovarova Superschwergewicht: 10. Platz | Jungen - Ziyobitddin Kutbitddinov Leichtgewicht: 4. Platz |

### Judo
| Mädchen - Gulnoza Matniyazova Klasse bis 63 kg: 5. Platz Mixed: 9. Platz (im Team Barcelona) | Jungen - Mansurkhuja Muminkhujaev Klasse bis 55 kg: Silber Mixed: Bronze (im Team Kairo) |

### Leichtathletik
| Mädchen - Anastasiya Baykova Dreisprung: 7. Platz | Jungen - Ruslan Qurbonov Dreisprung: 6. Platz |

### Ringen
| Mädchen - Nilufar Gadayeva Freistil bis 52 kg: Bronze | Jungen - Nurbek Hakkulov Griechisch-römisch bis 50 kg: Silber wegen Doping disqualifiziert - Ruslan Kamilov Griechisch-römisch bis 85 kg: Bronze - Dierbek Ergashev Freistil bis 76 kg: Bronze |

### Schießen
Mädchen
- Lenara Asanova
Luftpistole 10 m: 9. Platz

### Schwimmen
| Mädchen - Yulduz Kuchkarova 50 m Freistil: disqualifiziert (Vorlauf) 100 m Rücken: 8. Platz 200 m Rücken: 14. Platz | Jungen - Dmitriy Shvetsov 200 m Brust: 13. Platz 200 m Lagen: 17. Platz |

### Taekwondo
Jungen
- Abubakir Rasulov
Klasse bis 48 kg: 5. Platz

### Tischtennis
Jungen
- Elmurod Holikov
Einzel: 21. Platz
Mixed: 21. Platz (mit Jana Noskowa  Russland)

### Turnen

#### Gymnastik
| Mädchen - Dilnoza Abdusalimova Einzelmehrkampf: 14. Platz | Jungen - Eduard Shaulov Einzelmehrkampf: 16. Platz |

#### Rhythmische Sportgymnastik
Mädchen
- Aziza Mamadjanova
Einzel: 9. Platz